# Ansignan
Ansignan (occitansk: Ansinhan eller Ancinhan) er en by og kommune i departementet Pyrénées-Orientales i Sydfrankrig.

## Geografi
Ansignan ligger midt i landskabet Fenouillèdes 42 km vest for Perpignan. Nærmeste byer er mod nord Saint-Paul-de-Fenouillet (10 km) og mod syd Trilla (5 km). Byen ligger på en bakketop mellem Agly og dens biflod Désix. Den kunstige sø Lac de Caramany, som er dannet ved en opdæmning af Agly, ligger delvist i Ansignan kommune.

## Borgmestre
| Navn                  | Periode     |
| --------------------- | ----------- |
| Joseph Grand          | 1792-1795   |
| Pierre Grand          | 1795-1799   |
| Marc Babulet          | 1799-1801   |
| Joseph Grand          | 1801-1813   |
| Joseph Grand fils     | 1813-1815   |
| Jean Raspaud          | 1815-1816   |
| Pierre Barbaza        | 1816-1835   |
| Jacques Gandou        | 1835-1841   |
| Jean-Baptiste Fage    | 1841-1846   |
| Joseph Pratx          | 1846-1850   |
| Saturnin Carol        | 1850-1850   |
| Joseph Merou          | 1850-1850   |
| Pierre Estève         | 1850-1851   |
| Joseph Barbaza        | 1851-1852   |
| Pierre Estève         | 1852-1856   |
| François Bascou       | 1856-1865   |
| Pierre Vaysse         | 1865-1876   |
| Joseph Barbaza        | 1876-1884   |
| André Gelly           | 1884-1888   |
| Jean-François Dauliac | 1888-1895   |
| Pierre Pech           | 1895-1908   |
| Célestin Calvet       | 1908-1912   |
| Joseph Jeantet        | 1912-1929   |
| Jacques-Louis Pech    | 1929-1935   |
| Etienne Bascou        | 1935 - 1977 |
| Guy Barbaza           | 1977 - 1999 |
| Guy Audouy            | 1999 - 2001 |
| Mauricette Pelissier  | 2001 - 2014 |
| Jean-Pierre Pilart    | 2014-       |

## Historie
Ansignan nævnes første gang i 1012 som villa ansiniano. Navnet antyder en romersk oprindelse, hvilket understøttes af, at der ligger en akvædukt fra 220-270 i kommunen.
Kirken Saint-Nazaire-et-Saint-Celse, som i dag ligger i ruiner, stammer fra det 9. århundrede. Den ligger tæt på stedet, hvor Agly og Désix løber sammen. Senere er byen flyttet nogle hundrede meter op på bakken, formentligt for at undgå oversvømmelser.

## Demografi

### Udvikling i folketal
| 1962                                                              | 1968 | 1975 | 1982 | 1990 | 1999 | 2007 | 2011 | 2017 |
| ----------------------------------------------------------------- | ---- | ---- | ---- | ---- | ---- | ---- | ---- | ---- |
| 225                                                               | 259  | 225  | 194  | 212  | 198  | 184  | 196  | 166  |
| Tal fra og med 1962 er uden dobbelttælling (sans doubles comptes) |      |      |      |      |      |      |      |      |